# Gino Bonzi
Gino Bonzi (Brescia, 3 settembre 1911 – Brescia, 10 dicembre 1974) è stato un calciatore italiano, di ruolo mezzala.

## Biografia
Il suo nome di battesimo è Luigi, come risulta anche dalle "Liste di Trasferimento", ma era conosciuto come Gino.

## Carriera
Giocò in gioventù col Desenzano. Esordì con la maglia del Brescia in Serie B il 18 settembre 1932 in Comense-Brescia (1-3). Esordì nella massima serie il 19 novembre 1933, in Brescia-Padova (1-0) nel quinto campionato di Serie A.
In seguito militò anche nel Crema, nel Falck Vobarno e nel Casalini Brescia.